# Mtarnagha
Mtarnagha (àrab امطرناغة) és una comuna rural de la província de Sufruy de la regió de Fes-Meknès. Segons el cens de 2014 tenia una població total de 4.554 persones.